# Tsjechisch Challenge Open
Het Tsjechisch Challenge Open is een golftoernooi dat sinds 1992 voor de Europese Challenge Tour meetelt.
In 2008 tekende de sponsor Ypsilon een contract voor drie jaar, maar in 2009 en 2010 werd het toernooi niet gespeeld.  In 2011 stond het toernooi ook niet op de agenda, maar in 2012 kreeg het toernooi weer een nieuwe sponsor en een nieuwe naam.

## Winnaars
| Jaar                                 | Baan                              | Winnaar                   | Score                     | Score                     |
| Playboy Charity Challenge            | Playboy Charity Challenge         | Playboy Charity Challenge | Playboy Charity Challenge | Playboy Charity Challenge |
| ------------------------------------ | --------------------------------- | ------------------------- | ------------------------- | ------------------------- |
| 1992                                 | Marianske Lazne                   | Lucien Tinkler            |                           |                           |
| Corfin Charity Challenge             |                                   |                           |                           |                           |
| 1993                                 | Marianske Lazne                   | Ian Spencer               | 275                       |                           |
| KB Golf Challenge                    |                                   |                           |                           |                           |
| 1995                                 | Praha Karlstein                   | Eric Giraud               | 279                       |                           |
| 1996                                 | Praha Karlstein                   | Joakim Rask               | 271                       |                           |
| 1997                                 | Praha Karlstein                   | Alex Čejka                | 271                       |                           |
| 1998                                 | Praha Karlstein                   | Stephen Gallacher         | 270                       |                           |
| Ypsilon Golf Challenge by Alex Čejka |                                   |                           |                           |                           |
| 2008                                 | Ypsilon Golf Resort Liberec       | Seve Benson               | 268                       | -16                       |
| D+D Real Czech Challenge Open        |                                   |                           |                           |                           |
| 2012                                 | Golf & Spa Kunětická Hora, Dříteč | Andreas Hartø             | 264                       | -24                       |
| 2013                                 | Golf & Spa Kunětická Hora, Dříteč | François Calmels          | 266                       | -22                       |
| 2014                                 | Golf & Spa Kunětická Hora, Dříteč | Thomas Linard             | 269                       | -19                       |